# カリフォルニア州の都市圏の一覧

カリフォルニア州の58郡を示す地図

本項目はカリフォルニア州の都市圏の一覧（カリフォルニアしゅうのとしけんのいちらん）である。
アメリカ合衆国国勢調査局は、カリフォルニア州に合同統計地域（CSA/広域都市圏）7ヶ所、大都市統計地域（MSA/都市圏）25ヶ所、および小都市統計地域（μSA/小都市圏）10ヶ所を定義している。下表には、左列より以下の情報を示す。
- 合同統計地域（定義されている場合）の名称
- 合同統計地域の人口
- コアベース統計地域（大都市統計地域および小都市統計地域）の名称
- コアベース統計地域の人口
- 各統計地域に含まれる郡の名称
- 各統計地域に含まれる郡の人口

なお、下表においては、カリフォルニア州と他州にまたがる合同統計地域およびコアベース統計地域については、名称と統計地域の総人口を青緑色で、カリフォルニア州内の人口を黒色でそれぞれ示す。また、他州のコアベース統計地域、郡、および独立市については、その名称と人口を緑色でそれぞれ示す。
下表における人口の数値はすべて2020年に行われた国勢調査時のものである。また、合同統計地域、コアベース統計地域（大都市統計地域・小都市統計地域）のいずれも、2023年7月21日時点での定義に従う。
| 合同統計地域                                             | 人口          | コアベース統計地域                                       | 人口         | 郡 / 独立市              | 人口       |
| -------------------------------------------------------- | ------------- | -------------------------------------------------------- | ------------ | ------------------------ | ---------- |
| ロサンゼルス・ロングビーチ広域都市圏                     | 18,644,680    | ロサンゼルス・ロングビーチ・アナハイム都市圏             | 13,200,998   | ロサンゼルス郡           | 10,014,009 |
| ロサンゼルス・ロングビーチ広域都市圏                     | 18,644,680    | ロサンゼルス・ロングビーチ・アナハイム都市圏             | 13,200,998   | オレンジ郡               | 3,186,989  |
| ロサンゼルス・ロングビーチ広域都市圏                     | 18,644,680    | リバーサイド・サンバーナーディーノ・オンタリオ都市圏     | 4,599,839    | リバーサイド郡           | 2,418,185  |
| ロサンゼルス・ロングビーチ広域都市圏                     | 18,644,680    | リバーサイド・サンバーナーディーノ・オンタリオ都市圏     | 4,599,839    | サンバーナーディーノ郡   | 2,181,654  |
| ロサンゼルス・ロングビーチ広域都市圏                     | 18,644,680    | オックスナード・サウザンドオークス・ベンチュラ都市圏     | 843,843      | ベンチュラ郡             | 843,843    |
| サンノゼ・サンフランシスコ・オークランド広域都市圏       | 9,225,160     | サンフランシスコ・オークランド・フリーモント都市圏       | 4,749,008    | アラメダ郡               | 1,682,353  |
| サンノゼ・サンフランシスコ・オークランド広域都市圏       | 9,225,160     | サンフランシスコ・オークランド・フリーモント都市圏       | 4,749,008    | コントラコスタ郡         | 1,165,927  |
| サンノゼ・サンフランシスコ・オークランド広域都市圏       | 9,225,160     | サンフランシスコ・オークランド・フリーモント都市圏       | 4,749,008    | サンフランシスコ郡       | 873,965    |
| サンノゼ・サンフランシスコ・オークランド広域都市圏       | 9,225,160     | サンフランシスコ・オークランド・フリーモント都市圏       | 4,749,008    | サンマテオ郡             | 764,442    |
| サンノゼ・サンフランシスコ・オークランド広域都市圏       | 9,225,160     | サンフランシスコ・オークランド・フリーモント都市圏       | 4,749,008    | マリン郡                 | 262,321    |
| サンノゼ・サンフランシスコ・オークランド広域都市圏       | 9,225,160     | サンノゼ・サニーベール・サンタクララ都市圏               | 2,000,468    | サンタクララ郡           | 1,936,259  |
| サンノゼ・サンフランシスコ・オークランド広域都市圏       | 9,225,160     | サンノゼ・サニーベール・サンタクララ都市圏               | 2,000,468    | サンベニト郡             | 64,209     |
| サンノゼ・サンフランシスコ・オークランド広域都市圏       | 9,225,160     | ストックトン・ローダイ都市圏                             | 779,233      | サンホアキン郡           | 779,233    |
| サンノゼ・サンフランシスコ・オークランド広域都市圏       | 9,225,160     | モデスト都市圏                                           | 552,878      | スタニスラウス郡         | 552,878    |
| サンノゼ・サンフランシスコ・オークランド広域都市圏       | 9,225,160     | バレーホ都市圏                                           | 453,491      | ソラノ郡                 | 453,491    |
| サンノゼ・サンフランシスコ・オークランド広域都市圏       | 9,225,160     | マーセド都市圏                                           | 281,202      | マーセド郡               | 281,202    |
| サンノゼ・サンフランシスコ・オークランド広域都市圏       | 9,225,160     | サンタクルーズ・ワトソンビル都市圏                       | 270,861      | サンタクルーズ郡         | 270,861    |
| サンノゼ・サンフランシスコ・オークランド広域都市圏       | 9,225,160     | ナパ都市圏                                               | 138,019      | ナパ郡                   | 138,019    |
|                                                          |               | サンディエゴ・チュラビスタ・カールズバッド都市圏         | 3,298,634    | サンディエゴ郡           | 3,298,634  |
| サクラメント・ローズビル広域都市圏                       | 2,680,831     | サクラメント・ローズビル・フォルソム都市圏               | 2,397,382    | サクラメント郡           | 1,585,055  |
| サクラメント・ローズビル広域都市圏                       | 2,680,831     | サクラメント・ローズビル・フォルソム都市圏               | 2,397,382    | プレイサー郡             | 404,739    |
| サクラメント・ローズビル広域都市圏                       | 2,680,831     | サクラメント・ローズビル・フォルソム都市圏               | 2,397,382    | ヨロ郡                   | 216,403    |
| サクラメント・ローズビル広域都市圏                       | 2,680,831     | サクラメント・ローズビル・フォルソム都市圏               | 2,397,382    | エルドラド郡             | 191,185    |
| サクラメント・ローズビル広域都市圏                       | 2,680,831     | ユバシティ都市圏                                         | 181,208      | サッター郡               | 99,633     |
| サクラメント・ローズビル広域都市圏                       | 2,680,831     | ユバシティ都市圏                                         | 181,208      | ユバ郡                   | 81,575     |
| サクラメント・ローズビル広域都市圏                       | 2,680,831     | トラッキー・グラスバレー小都市圏                         | 102,241      | ネバダ郡                 | 102,241    |
| フレズノ・ハンフォード・コーコラン広域都市圏             | 1,317,395     | フレズノ都市圏                                           | 1,164,909    | フレズノ郡               | 1,008,654  |
| フレズノ・ハンフォード・コーコラン広域都市圏             | 1,317,395     | フレズノ都市圏                                           | 1,164,909    | マデラ郡                 | 156,255    |
| フレズノ・ハンフォード・コーコラン広域都市圏             | 1,317,395     | ハンフォード・コーコラン都市圏                           | 152,486      | キングス郡               | 152,486    |
|                                                          |               | ベーカーズフィールド・デレイノ都市圏                     | 909,235      | カーン郡                 | 909,235    |
|                                                          |               | サンタローザ・ペタルマ都市圏                             | 483,878      | ソノマ郡                 | 488,863    |
|                                                          |               | バイセイリア都市圏                                       | 473,117      | トゥーレアリ郡           | 473,117    |
|                                                          |               | サンタマリア・サンタバーバラ都市圏                       | 448,229      | サンタバーバラ郡         | 448,229    |
|                                                          |               | サリナス都市圏                                           | 439,035      | モントレー郡             | 439,035    |
|                                                          |               | サンルイスオビスポ・パソローブルズ・アロヨグランデ都市圏 | 282,424      | サンルイスオビスポ郡     | 282,424    |
| レディング・レッドブラフ広域都市圏                       | 247,984       | レディング都市圏                                         | 182,155      | シャスタ郡               | 182,155    |
| レディング・レッドブラフ広域都市圏                       | 247,984       | レッドブラフ小都市圏                                     | 65,829       | テハマ郡                 | 65,829     |
|                                                          |               | チコ都市圏                                               | 211,632      | ビュート郡               | 211,632    |
|                                                          |               | エルセントロ都市圏                                       | 179,702      | インペリアル郡           | 179,702    |
|                                                          |               | ユーレカ・アーケータ小都市圏                             | 136,463      | ハンボルト郡             | 136,463    |
|                                                          |               | ユカイア小都市圏                                         | 91,601       | メンドシーノ郡           | 91,601     |
|                                                          |               | クリアレイク小都市圏                                     | 68,163       | レイク郡                 | 68,163     |
|                                                          |               | ソノラ小都市圏                                           | 55,620       | トゥオルミ郡             | 55,620     |
|                                                          |               | スーザンビル小都市圏                                     | 32,730       | ラッセン郡               | 32,730     |
| ブルッキングス・クレセントシティ広域都市圏               | 51,189 27,743 | クレセントシティ小都市圏                                 | 27,743       | デルノルト郡             | 27,743     |
| ブルッキングス・クレセントシティ広域都市圏               | 51,189 27,743 | ブルッキングス小都市圏                                   | 23,446       | オレゴン州カリー郡       | 23,446     |
|                                                          |               | ビショップ小都市圏                                       | 19,016       | インヨー郡               | 19,016     |
| リノ・カーソンシティ・ガードナービルランチョズ広域都市圏 | 684,678 1,204 | リノ都市圏                                               | 549,831      | ネバダ州ワショー郡       | 486,492    |
| リノ・カーソンシティ・ガードナービルランチョズ広域都市圏 | 684,678 1,204 | リノ都市圏                                               | 549,831      | ネバダ州ライアン郡       | 59,235     |
| リノ・カーソンシティ・ガードナービルランチョズ広域都市圏 | 684,678 1,204 | リノ都市圏                                               | 549,831      | ネバダ州ストーリー郡     | 4,104      |
| リノ・カーソンシティ・ガードナービルランチョズ広域都市圏 | 684,678 1,204 | カーソンシティ都市圏                                     | 58,639       | ネバダ州カーソンシティ市 | 58,639     |
| リノ・カーソンシティ・ガードナービルランチョズ広域都市圏 | 684,678 1,204 | ガードナービルランチョズ小都市圏                         | 50,692 1,204 | ネバダ州ダグラス郡       | 49,488     |
| リノ・カーソンシティ・ガードナービルランチョズ広域都市圏 | 684,678 1,204 | ガードナービルランチョズ小都市圏                         | 50,692 1,204 | アルパイン郡             | 1,204      |
| リノ・カーソンシティ・ガードナービルランチョズ広域都市圏 | 684,678 1,204 | ファロン小都市圏                                         | 25,516       | ネバダ州チャーチル郡     | 25,516     |
| （設定無し）                                             | （設定無し）  | （設定無し）                                             | （設定無し） | カラベラス郡             | 45,292     |
| （設定無し）                                             | （設定無し）  | （設定無し）                                             | （設定無し） | シスキュー郡             | 44,076     |
| （設定無し）                                             | （設定無し）  | （設定無し）                                             | （設定無し） | アマドール郡             | 40,474     |
| （設定無し）                                             | （設定無し）  | （設定無し）                                             | （設定無し） | グレン郡                 | 28,917     |
| （設定無し）                                             | （設定無し）  | （設定無し）                                             | （設定無し） | コルサ郡                 | 21,839     |
| （設定無し）                                             | （設定無し）  | （設定無し）                                             | （設定無し） | プラマス郡               | 19,790     |
| （設定無し）                                             | （設定無し）  | （設定無し）                                             | （設定無し） | マリポサ郡               | 17,131     |
| （設定無し）                                             | （設定無し）  | （設定無し）                                             | （設定無し） | トリニティ郡             | 16,112     |
| （設定無し）                                             | （設定無し）  | （設定無し）                                             | （設定無し） | モノ郡                   | 13,195     |
| （設定無し）                                             | （設定無し）  | （設定無し）                                             | （設定無し） | モドック郡               | 8,700      |
| （設定無し）                                             | （設定無し）  | （設定無し）                                             | （設定無し） | シエラ郡                 | 3,236      |

## 註
1. ↑  QuickFacts. U.S. Census Bureau. 2020年.
2. ↑  OMB Bulletin No. 23-01, Revised Delineations of Metropolitan Statistical Areas, Micropolitan Statistical Areas, and Combined Statistical Areas, and Guidance on Uses of the Delineations of These Areas. Office of Management and Budget. 2023年7月21日.